# Mètodes infinitesimals
Els mètodes infinitesimals són una classe específica de problemes que requereixen la recerca dels passos del límit, els processos infinits i la continuïtat per tal de trobar la solució.
L'aparició de magnituds incommensurables va significar l'explicació de problemes de forma racional. Aquests problemes estan relacionats amb la prolongació il·limitada del procés per trobar una mesura fixada, amb l'infinitament gran o petita que pot arribar a ser aquesta mesura, i amb què aquesta
 d'estar continguda un nombre infinit de cops en la magnitud que es compara.
A aquest grup de problemes van ser agregats altres tipus com els de geometria, és a dir, els que determinaven la majoria de longituds, àrees i volums.
Alguns grups de científics van buscar la resolució d'aquestes dificultats, aplicant a la matemàtica idees atomistes. En seria un exemple Demòcrit, qui considerava que els cossos estaven formats pels àtoms, unitats indivisibles. Creia que els cossos es diferenciaven entre si per la forma, la posició i el mètode amb què s'enllaçaven aquestes partícules. Les seves opinions envers els infinitèsims matemàtics i la seva aplicació per definir algunes magnituds reflectien el seu ideal atomista.
Tot i així, d'exemples atomístics que demostrin la part matemàtica n'hi ha pocs. Per contra, es coneixen més crítiques a aquests mètodes, com al cas de Zenó i les seves paradoxes.
Les paradoxes més conegudes d'aquest són:
- La dicotomia: dicotomia és la divisió o bifurcació en dues parts. La paradoxa consisteix en la impossibilitat de realitzar moviment, ja que un segment o traç pot ser dividit un nombre infinit de vegades. Per tant, s'han de superar de forma consecutiva infinits trams, cosa impossible.

- Aquil·les: la paradoxa de la tortuga, a la qual Aquil·les no pot atrapar. Per fer-ho hauria de travessar tots aquells punts pels que ha passat anteriorment la tortuga, i aquests són infinits, ja que es poden dividir per la meitat successivament.

- El vol de la fletxa: es considera impossible si es considera el temps com una suma d'instants i l'espai com una suma de punts.

- L'estadi: a més d'oposar-se al moviment, ja que el corredor ha de superar una sèrie infinita de punts, aquesta paradoxa també s'oposa al temps, ja que el temps que trigui a fer una volta es pot dividir sempre.

Aquestes paradoxes van demostrar que és impossible utilitzar l'infinit per trobar demostracions exactes i solucions lògiques. Per fer-ho és necessari utilitzar els mètodes que contenen elements de pas al límit.
Un dels mètodes més antics d'aquest gènere és el conegut mètode d'exhaustió d'Èudox. Hi ha exemples d'aquest mètode al llibre d'Euclides Els Elements i a altres obres d'Arquimedes.
Aquest mètode s'aplicava al càlcul de les àrees de certes figures, a volums de cossos i longitud de corbes, entre d'altres. Per utilitzar-lo es realitzen les següents operacions:
# per quadrar una figura B, primer s'inscriu una successió d'altres figures A1, A2...An... les àrees de les quals creixen i poden ser determinades.
1. Les figures Ak es trien de forma que la diferència entre B i elles pugui ser tan petita com es vulgui.
2. Es fa la deducció de les figures inscrites (An) a través de l'existència de les figures descrites (B).
3. Implícitament es busca A, és a dir, el límit de la successió d'aquestes figures inscrites (An).
4. Es demostra per cada problema que A = B. És a dir, que el límit de la successió de figures inscrites (An) és igual a l'àrea de B. La demostració es realitza per reducció a l'absurd.

Amb el mètode d'exhaustió es demostra la unicitat del límit. És útil per la recerca de límits, però no pot donar la solució sobre l'existència d'aquest concepte. Un exemple d'aquest mètode és el de la quadratura de la paràbola, que va exposar Arquimedes a les seves obres.
El mètode d'exhaustió va ser un dels més difosos a la matemàtica antiga. Va ser molt utilitzat per personatges com l'anteriorment esmentat Arquimedes, i també inclòs per Euclides als Elements. Els passos del límit van obtenir amb aquest mètode la primera formalització teòrica.
El valor lògic que va tenir va ser insuperable durant molts segles, i fins al XIX no van sorgir altres propostes per solucionar problemes concrets. Tot i així, la forma d'aquests nous raonaments va ser força imperfecte, ja que no seguia una pauta a l'hora de calcular-lo i no hi havia un sistema desenvolupat. La unicitat del límit s'havia de demostrar per cada problema partint des del principi. Aquesta insuficiència provenia del fet que la demostració que s'intentava introduir per una extensa classe de problemes significava que havia de precisar una sèrie de conceptes de naturalesa infinitesimal.
Seria necessari donar una explicació racional al concepte d'aproximació infinitament propera o magnitud infinitament petita. Els matemàtics antics no van poder superar aquestes dificultats.
Una altra varietat de mètode infinitesimal és el de la suma d'integrals. Els exemples que més caracteritzen aquest mètode es troben a moltes obres d'Arquimedes. S'aplica a casos com el càlcul del volum dels cossos de revolució. Per fer-ho, aquest cos es divideix en parts i cada part es va aproximant amb altres cossos inscrits, els volums dels quals poden ser calculats. Després es trien aquells cossos que s'acosten superior i inferiorment, de tal manera que la diferència de volums es pugui fer tan petita com es vulgui.
L'última varietat de mètode infinitesimal són els problemes variacionals. Aquest tipus de problema apareix a una obra d'Arquimedes, a la proposició que tracta sobre l'esfera i el cilindre. Es consideren segments d'igual superfície de diferents esferes i es demostra que el segment que té forma de semiesfera té major volum.
També va aparèixer aquest mètode a l'obra de Zenodor, a la teoria de les figures isoperimètriques. Aquesta va ser desenvolupada de forma rigorosa i en la seva plenitud pels polígons i cercles, mentre que va ser-ho en certa manera pels políedres, l'esfera i els cossos de revolució simples.
Aquestes proposicions estaven molt difoses durant aquella època, sense tenir necessàriament un caràcter matemàtic i si filosòfic.
Aquests mètodes van servir de punt de partida a moltes investigacions en èpoques posteriors, sobretot els utilitzats per Arquimedes.
Els mètodes infinitesimals constitueixen la part de les matemàtiques antigues, que es formaven sota la pressió directe de les exigències científiques. Sortien dels límits dels sistemes matemàtics tancats, i van sorgir-hi nous recursos. La contradicció entre aquests mètodes i els tancats de l'antic mètodes van fonamentar la base de les ciències matemàtiques.
L'aplicació pràctica que se’ls hi ha donat es pot veure en alguns exemples pràctics, sobretot utilitzats per Kepler. Kepler va mesurar l'òrbita el·líptica de la Lluna a través d'aquests mètodes, i també va mesurar l'àrea d'objectes cilíndrics com els barrils.
És a dir, que l'ús dels infinitesimals va deixar de ser estrictament teòric en un futur, i va ser important per la seva aplicació no només en matemàtiques, sinó en física. Això és degut al poc interès dels grecs en ciències pràctiques. Exceptuant Arquimedes, els grans pensadors de l'època no s'interessaven en com facilitar el treball, ja que per això disposaven d'esclaus.